# 클레어 그랜트
클레어 그랜트(Clare Grant, 1979년 8월 23일 ~ )는 미국의 배우, 모델, 가수이다.

## 출연 작품
- 홀리데이즈 (2016)
- 팬텀 헤일로 (2014)
- 인썸니악:사라진기억 (2013)
- 드래곤파이어 (2013)
- 데이라이트 페이즈 (2010)
- 더 그레이브스 (2010)
- 사무엘잭슨의블랙스네이크 (2007)
- 센드 인 더 클라운 (2006)
- 마스터즈 오브 호러 시즌 2 에피소드 8 - 계단을 오르는 여자 (2006)
- 앙코르 (2005)
- 닥터 모로의 DNA (1996)